# Passeport pour la Lune
Pour les articles homonymes, voir Man in the Moon.
Pour plus de détails, voir Fiche technique et Distribution.
Passeport pour la Lune (Man in the Moon) est un film britannique réalisé par Basil Dearden et sorti en 1960.

## Synopsis
William Blood est un homme qui semble être à l'abri de toutes les maladies connues, et possède une extraordinaire résistance à la chaleur et au froid. Il gagne sa vie en travaillant pour la recherche médicale. Il se voit offrir l'occasion de devenir le passager d'un vol d'essai à haute altitude, mais l'objectif caché de la mission est en fait d'envoyer un homme sur la Lune. Il entreprend une formation avec trois autres astronautes potentiels, qui sont tous plus qualifiés que lui, mais ne possèdent pas ses aptitudes extraordinaires. Il ne s'adapte jamais complètement, et quand une récompense de £ 100 000 est promise au premier homme qui se posera sur la Lune, les autres cherchent à saboter ses chances afin d'être sélectionné à sa place. Cependant, quand il tombe amoureux d'une jeune femme, il commence à perdre progressivement son immunité.

## Fiche technique
- Titre français : Passeport pour la Lune
- Titre original : Man in the Moon
- Réalisation : Basil Dearden
- Scénario : Michael Relph, Bryan Forbes
- Chef opérateur : Harry Waxman
- Musique : Philip Green
- Production : Excalibur Films, Allied Film Makers
- Lieu de tournage : Denham (Buckinghamshire), Angleterre
- Genre : Comédie
- Durée : 98 minutes
- Date de sortie : 
  - Royaume-Uni : 31 octobre 1960
  - France : 26 janvier 1962[1]

## Distribution
- Kenneth More : William Blood
- Shirley Anne Field : Polly
- Michael Hordern : Dr Davidson
- Charles Gray : Leo
- John Glyn-Jones : Dr Wilmot
- John Phillips : Professeur Stephens
- Norman Bird : Herbert
- Noel Purcell : Prospecteur
- Bernard Horsfall : Rex
- Bruce Boa : Roy